# Myrmecopteris lomarioides
Myrmecopteris lomarioides là một loài thực vật có mạch trong họ Polypodiaceae. Loài này được (Kunze ex Mett.) Pic. Serm. miêu tả khoa học đầu tiên năm 1977.